# Назаров Ігор Костянтинович
І́гор Костянти́нович Наза́ров (1913 — після 1979) — кандидат технічних наук, лауреат Державної премії УРСР в галузі науки і техніки 1979 року.

## З життєпису
Народився 1913 року. Здобув освіту інженера-механіка. Працював на Калузькому турбінному заводі. Здобув ступінь кандидата технічних наук. Станом на 1979 рік — заступник голови науково-технічної ради міністерство енергетичного машинобудування СРСР.
Лауреат Державної премії УРСР в галузі науки і техніки 1979 року — за «створення серії парових турбін одиничною потужністю 500 000 кВт (типу К-500-65/3000) для атомних електростанцій», співавтори Брюханов Віктор Петрович, Вірченко Михайло Антонович, Герман Самуїл Йосипович, Капінос Василь Максимович, Касаткін Борис Сергійович, Косяк Юрій Федорович, Панков Ігор Іванович, Рудковський Арій Федорович, Сухінін Віктор Павлович.